# New Zealand State Highway 4
Der New Zealand State Highway 4 (State Highway 4 oder in Kurzform SH 4) ist eine Fernstraße von nationalem Rang auf der Nordinsel von Neuseeland.

## Geographie
Die Fernstraße besitzt eine Länge von 237 km und ist damit die kürzeste Straße der ehemals acht nationalen State Highways. Die Straße verläuft in Nord-Süd-Richtung durch das Hügelland im Landesinneren und bildet eine Abkürzung zwischen den beiden Anschlüssen des State Highway 3 rund 9 km südwestlich von Te Kūiti und direkt östlich von Whanganui. Zwischen den beiden Anschlüssen verläuft der SH 3 an der Küste entlang durch die Region Taranaki. Die Kilometrierung verläuft von Nord nach Süd.

## Strecke
Die Straße zweigt in Eight Mile Junction, elf Kilometer südlich von Te Kūiti, vom State Highway 3 ab. Die Straße verläuft in südsüdöstliche Richtung, steigt zuerst an und steigt dann durch die gewundenen Täler des Ōhura River und Ongarue River, zwei Zuflüssen des Whanganui River, wieder ab. Der Ongarue River mündet nahe Taumarunui in den Whanganui River, von dort aus wendet sich die Straße kurz nach Osten und folgt dem Tal des Whanganui River flussauf. Nun wendet sich der Highway nach Süden und streift den Rand des Mount Ruapehu, dessen Vulkangipfel vom SH 4 aus deutlich sichtbar sind, besonders der südlichste Gipfel.
In Horopito schwenkt die Straße kurz nach Südwesten, um einem Zufluss des Mangawhero River bis zu dessen Mündung nahe Raetihi zu folgen. Der SH 4 folgt weiter dem Tal des Mangawhero bis 40 km vor dessen Mündung. Von dort verläuft er nach Westen durch Hügelland bis zum Tal des Whanganui River, dem er die letzten 15 km bis nach Whanganui folgt.

## Wichtige Anschlussstellen
| Distrikt           | Ort                 | km              | Verbindung nach                       | Anmerkungen  |
| ------------------ | ------------------- | --------------- | ------------------------------------- | ------------ |
| Waitomo District   | Eight Mile Junction | 0               | SH 3 nördlich Hamilton                | SH 4 beginnt |
| Waitomo District   | Eight Mile Junction | 0               | SH 3 südlich New Plymouth             | SH 4 beginnt |
| Ruapehu District   | Taumarunui          | 70              | SH 43 (Kururau Road) Stratford        |              |
| Ruapehu District   | Taumarunui          | Whanganui River |                                       |              |
| Ruapehu District   | Manunui             | 77              | SH 41 Tūrangi                         |              |
| Ruapehu District   | National Park       | 114             | SH 47 Tūrangi                         |              |
| Ruapehu District   | Tohunga Junction    | 140             | SH 49 Ohakune, Waiouru                |              |
| Whanganui District | Putiki              | 237             | SH 3 nördlich Whanganui, New Plymouth | SH 4 endet   |
| Whanganui District | Putiki              | 237             | SH 3 südlich Palmerston North         | SH 4 endet   |